# ボーイ・ミーツ・ガール (宝塚歌劇)
『ボーイ・ミーツ・ガール』は宝塚歌劇団の作品。月組公演。
併演作品は『わが愛しのマリアンヌ』

## 解説
※『宝塚歌劇100年史（舞台編）』の宝塚大劇場公演のページを参照
1950年代のロックン・ロール、1960年代のフラワー・レボリューション、1970年代のディスコ、そして、1977年現代のオリジナル・フォーク・・・と、1950年代から1977年現代に至る歴代の音楽を、各時代に生きた青年たちの出会いを通して描いたショー。後に何度か再演される"テンプテーション"のシーンが初演されたのは本作品である。

## 公演期間と公演場所
- 1977年9月30日 - 11月8日[2]　宝塚大劇場
- 1978年1月1日 - 1月29日[3]　新宿コマ劇場

## 宝塚大劇場公演のデータ
形式名は「ミュージカル・グラフィティー」。24場。

### スタッフ
- 作・演出：岡田敬二[2]
- 音楽[4]：吉崎憲治、中川昌、高橋城
- 音楽指揮：野村陽児[4]
- 振付[4]：喜多弘、岡正躬、司このみ、羽山紀代美、中川久美
- 装置：石浜日出雄[4]
- 衣装：任田幾英[4]
- 照明：今井直次[5]
- 音響：松永浩志[5]
- 小道具：万波一重[5]
- 効果：川ノ上智洋[5]
- 合唱指導：橋本和明[5]
- 演出助手[5]：村上信夫、正塚晴彦、小池修一郎
- 制作：三宅征夫[5]
- ヘア・デザイン：和田好弘[5]